# Павловка (Уваровский район)
Павловка — упразднённая в 2018 году деревня в Уваровском районе Тамбовской области России. На момент упразднения входила в состав Павлодарского сельсовета.

## География
Находится в юго-восточной части региона, в лесостепной зоне, в пределах Окско-Донской равнины, на берегу одного из левых притоков реки Малая Алабушка, на расстоянии примерно 5 км ота села Павлодар, административного центра сельсовета, и в 27 километров (по прямой) к юго-западу от Уварова, административного центра района.
Абсолютная высота — 133 метра над уровнем моря.

### Климат
Климат умеренно континентальный, относительно сухой, с умеренно холодной зимой и тёплым летом. Среднегодовая многолетняя температура воздуха составляет 5,3 °С. Средняя температура воздуха самого холодного месяца (января) — −10,4 °C (абсолютный минимум — −40 °C); самого тёплого месяца (июля) — 19,6 °C (абсолютный максимум — 42 °С). Безморозный период длится 143 дня. Среднегодовое количество атмосферных осадков составляет 516 мм, из которых 324 мм выпадает в период с апреля по октябрь. Продолжительность залегания снежного покрова составляет в среднем 128 дней.

## История
Упоминается в документах ревизской сказки 1834 года по Борисоглебскому уезду.
На дореволюционной карте Стрельбицкого именуется как Овчары.
Было развито сельское хозяйство. На карте СССР 1985 года обозначены: деревня Павловка с личным подворьем и примерно в 3 км к юго-востоку совхоз Павловка (ныне посёлок Совхоза Павловка в Грибановском районе Воронежской области).
Исключена из учётных данных в феврале 2018 года как фактически прекратившая своё существование.

## Население
| 2010 |
| ---- |
| 0    |

#### Историческая численность населения
В деревне о 97 домах жили крепостные крестьяне графа Александра Григорьевича Кутелева-Безбородько. Известны имена крестьян: Ермаков Елисей, Пономарев Тимофей, Татаринов Борис, Зайцев Василий, Чернышев Никита, Бросалин Степан, Парамонов Кирей, Смирнов Антон, Климов Мирон. Всего мужского пола — 329, женского — 338 человек.

## Транспорт
Просёлочные дороги.